# Makarska
Makarska (Italiaans: Macarsca; Hongaars: Makarszka; Duits: Macharscha) is een stad in de Kroatische provincie Split-Dalmatië. Makarska ligt aan de Adriatische kust van Dalmatië, zo'n 60 km ten zuidoosten van Split en 140 km ten noordwesten van Dubrovnik.
Makarska is een toeristentrekpleister, gelegen aan een hoefijzervormige baai tussen de berg Biokovo en de Adriatische Zee. De stad staat bekend om haar boulevard met palmbomen, met moderne cafés, barren en uitzicht op de haven waar vaak plezierjachten aangelegd zijn.
Het centrum van de oude stad Makarska heeft nauwe stenen straatjes, een kerkplein met daarop een bloemen- en fruitenmarkt, en een Franciscaans klooster waar een grote schelp ligt.
Makarska is een centrum van de Makarska Riviera, een populaire toeristenbestemming onder de berg Biokovo.

## Externe links

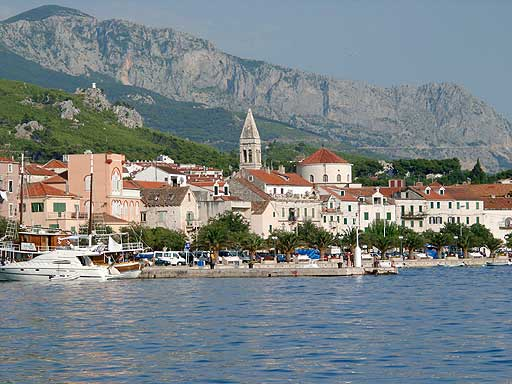
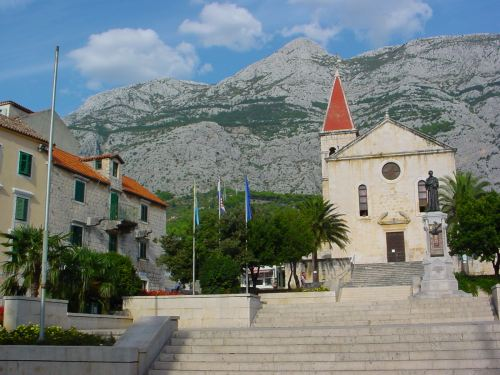
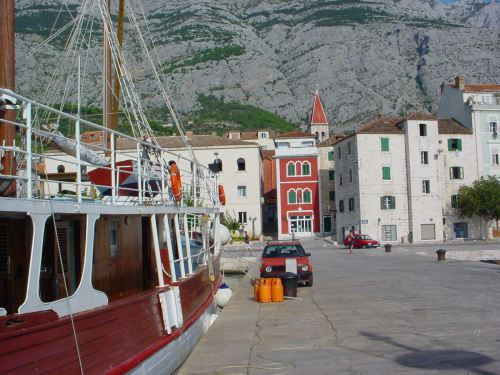
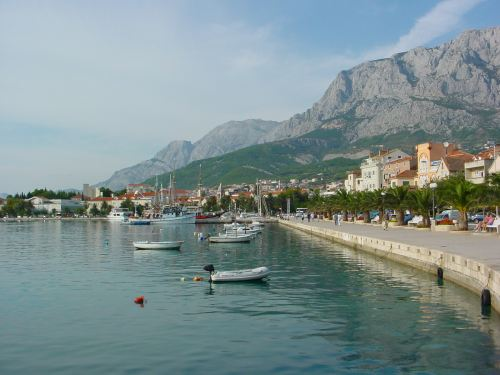
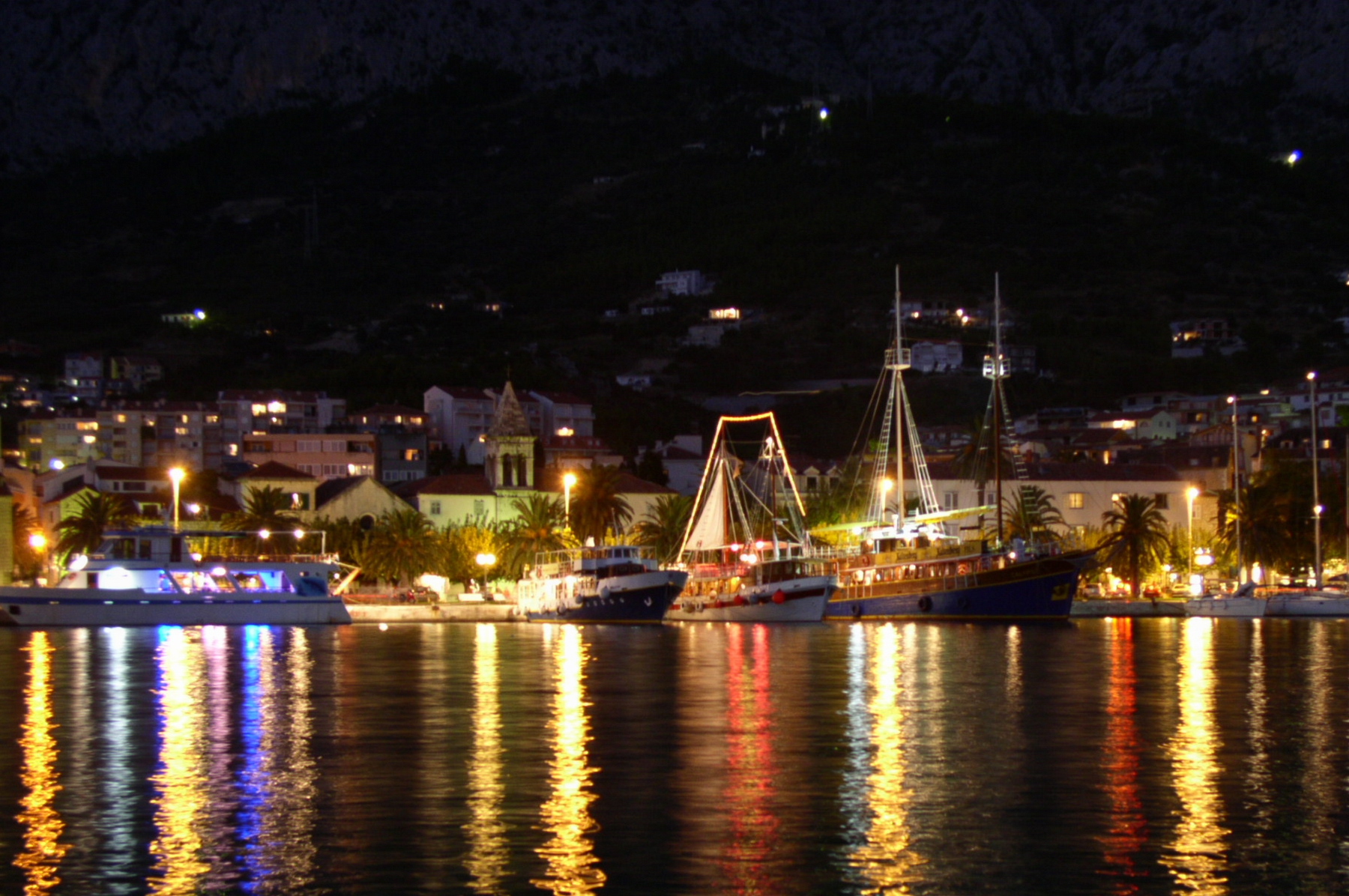
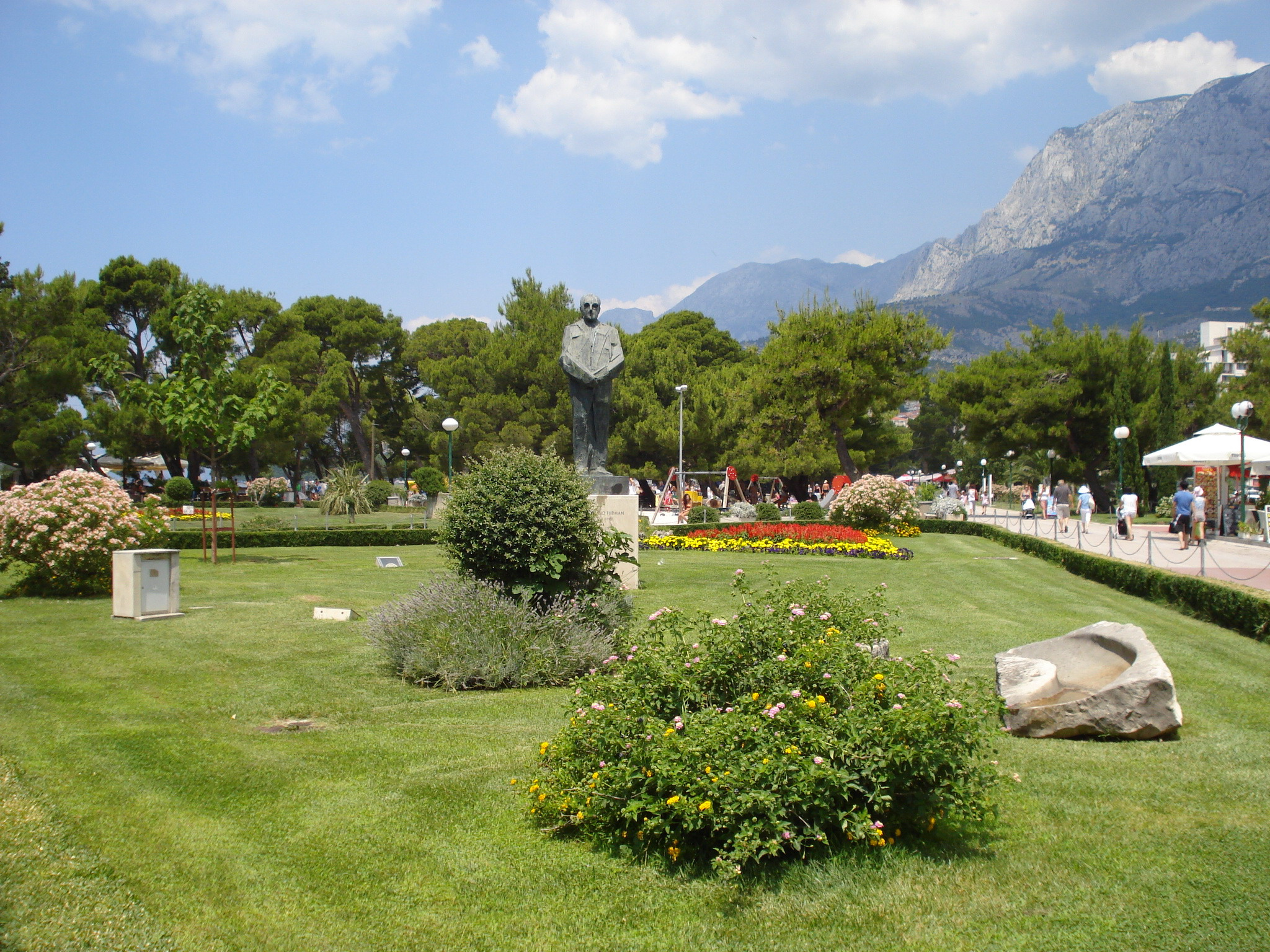
Park in Makarska